# Jennings (Kansas)
Jennings – miasto położone w hrabstwie Decatur.